# Philippe Le Bas
Philippe Le Bas, född den 18 juni 1794 i Paris, död där den 19 maj 1860, var en fransk arkeolog. Han var son till Philippe-François-Joseph Le Bas och Élisabeth Le Bas.
Le Bas var 1820–1827 lärare för prins Ludvig Bonaparte. Han blev 1829 professor vid lyceet Saint-Louis i Paris och 1846 chef för universitetsbiblioteket i Paris, i vilken egenskap han inlade stora förtjänster. År 1842 företog han i arkeologiskt och epigrafiskt syfte en omfattande forskningsresa till Grekland och Mindre Asien. Resultaten av denna resa är nedlagda i hans huvudverk Voyage archéologique en Grèce et en Asie Mineure pendant 1843 et 1844, fortsatt efter Le Bas död av William Henry Waddington. Verket blev aldrig fullbordat, men är dock ett av 1800-talets allra främsta arkeologiskt-epigrafiska arbeten.